# Nekrolog Dezember 2011
Nekrolog
◄◄
| ◄
| 2007
| 2008
| 2009
| 2010
| 2011 | 2012 | 2013 | 2014 | 2015 | ► | ►►
Januar |
Februar |
März |
April |
Mai |
Juni |
Juli |
August |
September |
Oktober |
November |
Dezember 2011
Weitere Ereignisse | Allgemeiner Nekrolog 2011
Die Beschreibung der verstorbenen Person sollte so kurz wie möglich gehalten sein und nur deren signifikante Tätigkeit(en) enthalten.
Neue Namen ggf. auch unter dem Geburts- und Sterbedatum, also etwa unter 1. Januar und im Geburts- und Sterbejahr (2024) eintragen (nur bei entsprechender großer Wichtigkeit). Für Beispiele siehe die schon vorhandenen Artikel.
Außerdem über die fünf zuletzt Verstorbenen, zu denen es einen ausreichend guten Artikel für eine Präsentation auf der Hauptseite gibt, nach der todesbedingten Überarbeitung der Artikel ggf. auch unter Wikipedia Diskussion:Hauptseite informieren und sie am besten auch in den anderen Wikipedia-Sprachversionen eintragen. Tipp: Regelmäßig bei news.google.de nach „ist tot“, „gestorben“ oder „verstorben“ suchen.
Wenn eine Person gestorben ist, gibt es viele Seiten zu dieser Person in der Wikipedia, die davon auch betroffen sind und entsprechend aktualisiert werden müssen. Beispiele: Namenübersichtsseite, Geburtsjahr, Geburtsort-Seiten und viele mehr.
Wie finde ich die betroffenen Seiten?
Im Suchfeld auf der linken Seite gibt man den Suchbegriff so ein: „Vorname Nachname“. Dann klickt man auf Volltext und alle Seiten mit entsprechendem Suchtext werden aufgerufen. Hier sieht man dann schnell, wo auch das Todesjahr Sinn macht oder sogar ein Teil des Artikels angepasst werden muss. Auch hilft das „Werkzeug“ auf der linken Seite sehr gut, um solche Seiten aufzufinden: „Links auf diese Seite“. Somit ist die Wikipedia wieder aktuell in allen Bereichen! Hinweis: bei Eintragung der Kategorie „Gestorben JAHR“ wird der Missbrauchsfilter 49 ausgelöst, was jedoch nicht schlimm ist. Siehe: Spezial:Missbrauchsfilter/49
Dies ist eine Liste von im Dezember 2011 verstorbenen bekannten Persönlichkeiten. Die Einträge erfolgen innerhalb der einzelnen Daten alphabetisch sortiert. Tiere sind im Nekrolog für Tiere zu finden.

## Dezember
| Tag          | Name                                       | Beruf, bekannt als | Alter | Beleg                                                            |
| ------------ | ------------------------------------------ | --- | ----- | ---------------------------------------------------------------- |
| 1. Dezember  | Arthur Beetson                             | australischer Rugbyspieler                                                                                             | 66    | heraldsun.com.au                                                 |
| 1. Dezember  | Andrei Blaier                              | rumänischer Filmregisseur                                                                                              | 78    | romanialibera.ro                                                 |
| 1. Dezember  | Astrid Gehlhoff-Claes                      | deutsche Schriftstellerin und Übersetzerin                                                                             | 83    | nachrichten.rp-online.de                                         |
| 1. Dezember  | Hippolyte Van den Bosch                    | belgischer Fußballspieler                                                                                              | 85    | demorgen.be                                                      |
| 1. Dezember  | Ragnhild Hveger                            | dänische Schwimmerin                                                                                                   | 90    | kristeligt-dagblad.dk                                            |
| 1. Dezember  | Norbert Klassen                            | deutsch-schweizerischer Schauspieler und Performancekünstler                                                           | 70    |                                                                  |
| 1. Dezember  | Ernst Lehnhardt                            | deutscher Mediziner | 87    |                                                                  |
| 1. Dezember  | Bill McKinney                              | US-amerikanischer Schauspieler                                                                                         | 80    | thecelebritycafe.com                                             |
| 1. Dezember  | Friedrich Pachmayr                         | deutscher Lebensmittelchemiker und Kaufmann                                                                            | 80    | trauer.sueddeutsche.de                                           |
| 1. Dezember  | Klaus Schleicher                           | deutscher Erziehungswissenschaftler                                                                                    | 76    |                                                                  |
| 1. Dezember  | Willi Schmidt                              | deutscher Bildhauer | 87    | kreisblatt.de                                                    |
| 1. Dezember  | Bev Smith                                  | britischer Schauspieler und Nachrichtensprecher                                                                        | 70    | bbc.co.uk                                                        |
| 1. Dezember  | Alan Sues                                  | US-amerikanischer Komiker und Schauspieler                                                                             | 85    | nytimes.com                                                      |
| 1. Dezember  | Christa Wolf                               | deutsche Schriftstellerin                                                                                              | 82    | welt.de                                                          |
| 1. Dezember  | Elisabeth Young-Bruehl                     | US-amerikanische Psychotherapeutin und Autorin                                                                         | 65    |                                                                  |
| 2. Dezember  | Anton Amberger                             | deutscher Biologe | 91    | sz-ms.vrsmedia-trauerportal.de                                   |
| 2. Dezember  | Karl-Heinz Angsten                         | deutscher Fernsehproduzent                                                                                             | 56    | dwdl.de                                                          |
| 2. Dezember  | Mariette Beco                              | belgische Seherin | 90    | katholieknieuwsblad.nl                                           |
| 2. Dezember  | Laurent Fuahea                             | tongaischer Bischof | 84    | catholic-hierarchy.org                                           |
| 2. Dezember  | Len Gendle                                 | englischer Fußballspieler und Sportfunktionär                                                                          | 92    | thelambs.co.uk                                                   |
| 2. Dezember  | Dietmar Jäger                              | österreichischer Schauspieler                                                                                          | 48    |                                                                  |
| 2. Dezember  | Pavle Jurina                               | jugoslawischer Handballspieler                                                                                         | 56    | faxonline.it                                                     |
| 2. Dezember  | Hans Knipp                                 | deutscher Komponist | 65    | ksta.de                                                          |
| 2. Dezember  | Erich Knocke                               | deutscher Schausteller und Museumsgründer                                                                              | 84    |                                                                  |
| 2. Dezember  | Christopher Logue                          | britischer Poet | 85    | guardian.co.uk                                                   |
| 2. Dezember  | Julia Marichal Martinez                    | mexikanische Schauspielerin                                                                                            | 67    | jornada.unam.mx                                                  |
| 2. Dezember  | Bernd Mayer                                | deutscher Heimatforscher und Kommunalpolitiker                                                                         | 69    | nordbayerischer-kurier.de                                        |
| 2. Dezember  | David Montgomery                           | US-amerikanischer Historiker                                                                                           | 84    |                                                                  |
| 2. Dezember  | Martin Reucher                             | deutscher Rechtsanwalt                                                                                                 | 56    | bo-alternativ.de                                                 |
| 2. Dezember  | Patrick Sheridan                           | US-amerikanischer Bischof                                                                                              | 89    | findagrave.com                                                   |
| 2. Dezember  | Bill Tapia                                 | US-amerikanischer Musiker                                                                                              | 103   | today.msnbc.msn.com                                              |
| 2. Dezember  | Howard Tate                                | US-amerikanischer Sänger                                                                                               | 72    | npr.org                                                          |
| 2. Dezember  | Al Vega                                    | US-amerikanischer Jazzpianist                                                                                          | 90    | masslive.com                                                     |
| 3. Dezember  | Juan Carlos Adrianza                       | venezolanischer Schauspieler und Entertainer                                                                           | 28    | tiempolibre.eluniversal.com                                      |
| 3. Dezember  | Dev Anand                                  | indischer Schauspieler, Regisseur und Produzent                                                                        | 88    | hindustantimes.com                                               |
| 3. Dezember  | Rafael Rodríguez Barrera                   | mexikanischer Botschafter                                                                                              | 74    |                                                                  |
| 3. Dezember  | Vera F. Birkenbihl                         | deutsche Managementtrainerin und Autorin                                                                               | 65    | ivz-online.de (Memento vom 6. Dezember 2011 im Internet Archive) |
| 3. Dezember  | Philip „Fatis“ Burrell                     | jamaikanischer Musikproduzent                                                                                          | 57    | jamaicaobserver.com                                              |
| 3. Dezember  | Siegfried Dähne                            | deutscher Farbstoffchemiker                                                                                            | 82    |                                                                  |
| 3. Dezember  | Ernst-Jürgen Dreyer                        | deutscher Schriftsteller                                                                                               | 77    | verlagderautoren.de                                              |
| 3. Dezember  | Sabri Godo                                 | albanischer Schriftsteller und Politiker                                                                               | 82    | top-channel.tv                                                   |
| 3. Dezember  | Anton Legler                               | österreichischer Militärhistoriker                                                                                     | 92    |                                                                  |
| 3. Dezember  | Sam Loxton                                 | australischer Politiker und Cricketspieler                                                                             | 90    | news.smh.com.au                                                  |
| 3. Dezember  | Rob Schroeder                              | US-amerikanischer Rennfahrer                                                                                           | 85    | legacy.com                                                       |
| 3. Dezember  | Sam Waynberg                               | polnischer Filmverleiher und Filmproduzent                                                                             | 86    |                                                                  |
| 3. Dezember  | Peter Zinsli                               | Schweizer Volksmusiker                                                                                                 | 77    | tagesanzeiger.ch                                                 |
| 4. Dezember  | Mary Ellen Avery                           | US-amerikanische Kinderärztin                                                                                          | 84    | hsph.harvard.edu                                                 |
| 4. Dezember  | David J. Bederman                          | US-amerikanischer Völkerrechtler                                                                                       |       |                                                                  |
| 4. Dezember  | Rota Blanck                                | bildende Künstlerin | 71    |                                                                  |
| 4. Dezember  | Ambika Charan Choudhury                    | indischer Schriftsteller                                                                                               | 81    | telegraphindia.com                                               |
| 4. Dezember  | Lieselotte Clemens                         | deutsche Schriftstellerin und Sachbuchautorin                                                                          | 91    |                                                                  |
| 4. Dezember  | Marion Doughtery                           | US-amerikanische Filmproduzentin und Casting Direktor                                                                  | 88    | variety.com                                                      |
| 4. Dezember  | Adam Hanuszkiewicz                         | polnischer Schauspieler und Theaterregisseur                                                                           | 87    | kultura.newsweek.pl                                              |
| 4. Dezember  | Tommy Hill                                 | US-amerikanischer Rapper                                                                                               | 36    |                                                                  |
| 4. Dezember  | Manfred Hubele                             | deutscher Sportreporter                                                                                                | 71    | sr-mediathek.sr-online.de                                        |
| 4. Dezember  | Matti Yrjänä Joensuu                       | finnischer Schriftsteller                                                                                              | 63    | finlandsite.nl                                                   |
| 4. Dezember  | Lawrence Harding Johnston                  | US-amerikanischer Physiker und Mitarbeiter des Manhattan-Projekts                                                      | 93    |                                                                  |
| 4. Dezember  | Besim Kabashi                              | deutscher Thai-Boxer                                                                                                   | 35    | sueddeutsche.de                                                  |
| 4. Dezember  | Lilly Kemmler                              | deutsche Psychologin                                                                                                   | 87    |                                                                  |
| 4. Dezember  | Alamein Kopu                               | neuseeländischer Politiker                                                                                             | 68    | newstalkzb.co.nz                                                 |
| 4. Dezember  | Manfredo Manfredi                          | italienischer Papyrologe                                                                                               | 85    |                                                                  |
| 4. Dezember  | Stefan Pauer                               | österreichischer Bergsteiger und -filmer                                                                               | 89    | naturfreunde.at                                                  |
| 4. Dezember  | Sonia Pierre                               | dominikanische Frauenrechtlerin                                                                                        | 48    | diestandard.at                                                   |
| 4. Dezember  | RJ Rosales                                 | philippinischer Sänger und Schauspieler                                                                                | 37    | philippinesentinel.org                                           |
| 4. Dezember  | Sócrates                                   | brasilianischer Fußballspieler                                                                                         | 57    | spiegel.de                                                       |
| 4. Dezember  | Hubert Sumlin                              | US-amerikanischer Bluesgitarrist                                                                                       | 80    | spiegel.de                                                       |
| 4. Dezember  | Walter Tormin                              | deutscher Politiker (SPD), MdHB                                                                                        | 88    |                                                                  |
| 5. Dezember  | Dan Biggers                                | US-amerikanischer Schauspieler                                                                                         | 80    | coosavalleynews.com                                              |
| 5. Dezember  | James Cecil, 3. Baron Rockley              | britischer Peer, Geschäftsmann und Politiker (parteilos)                                                               | 77    |                                                                  |
| 5. Dezember  | Michel Descombey                           | französischer Theaterregisseur und Balletttänzer                                                                       | 81    | jornada.unam.mx                                                  |
| 5. Dezember  | Paul Mead Doty                             | US-amerikanischer Chemiker                                                                                             | 91    | boston.com                                                       |
| 5. Dezember  | Jean Ducloux                               | französischer Koch, Gastronom und Autor                                                                                | 91    |                                                                  |
| 5. Dezember  | Tetsuzō Fuyushiba                          | japanischer Politiker                                                                                                  | 75    | [ 1 ]                                                            |
| 5. Dezember  | Peter Gethin                               | britischer Autorennfahrer                                                                                              | 71    | focus.de                                                         |
| 5. Dezember  | Jorge Hourton                              | französisch-chilenischer Bischof und Menschenrechtler                                                                  | 85    | catholic-hierarchy.org                                           |
| 5. Dezember  | Berni Kelb                                 | deutscher Autor | ≥70   | taz.de                                                           |
| 5. Dezember  | Reinhard Klesczewski                       | deutscher Romanist, Italianist und Literaturwissenschaftler                                                            | 78    |                                                                  |
| 5. Dezember  | Christa-Mette Mumm von Schwarzenstein      | deutsche Politikerin                                                                                                   | 93    | stvv.frankfurt.de                                                |
| 5. Dezember  | Gennadi Logofet                            | sowjetischer Fußballspieler                                                                                            | 69    | gazeta.ru                                                        |
| 5. Dezember  | Walter Schweizer                           | deutscher Kommunalpolitiker                                                                                            | 91    |                                                                  |
| 5. Dezember  | Els Ingeborg Smits                         | niederländische Schauspielerin                                                                                         | 67    | telegraaf.nl                                                     |
| 5. Dezember  | Anthony Sutcliffe                          | britischer Historiker                                                                                                  | 69    |                                                                  |
| 5. Dezember  | Darrell K. Sweet                           | US-amerikanischer Illustrator                                                                                          | 77    | tor.com                                                          |
| 5. Dezember  | Georges Talbourdet                         | französischer Radrennfahrer                                                                                            | 60    |                                                                  |
| 5. Dezember  | Violetta Villas                            | polnische Sängerin | 73    | wyborcza.pl                                                      |
| 5. Dezember  | Jos van der Vleuten                        | niederländischer Radrennfahrer                                                                                         | 68    |                                                                  |
| 6. Dezember  | Günter Altner                              | deutscher Theologe und Biologe                                                                                         | 75    | sz-ms.vrsmedia-trauerportal.de                                   |
| 6. Dezember  | Giancarlo Badessi                          | italienischer Schauspieler                                                                                             | 83    |                                                                  |
| 6. Dezember  | Paul Blair                                 | US-amerikanischer Verleger und Journalist                                                                              | 69    | speakeasy.jazzcorner.com                                         |
| 6. Dezember  | Brent Darby                                | US-amerikanischer Basketballspieler                                                                                    | 30    | buckeyextra.com                                                  |
| 6. Dezember  | Dobie Gray                                 | US-amerikanischer Sänger und Songwriter                                                                                | 71    | newschannel5.com                                                 |
| 6. Dezember  | Martina Hälg-Stamm                         | Schweizer Politikerin                                                                                                  | 96    | romanshorn.ch                                                    |
| 6. Dezember  | Barbara Orbison                            | US-amerikanische Musikproduzentin                                                                                      | 60    | cbsnews.com                                                      |
| 6. Dezember  | Paúl Ramírez                               | venezolanischer Fußballspieler                                                                                         | 25    | ultimasnoticias.com.ve                                           |
| 6. Dezember  | Zbigniew Safjan                            | polnischer Schriftsteller                                                                                              | 89    | film.interia.pl                                                  |
| 6. Dezember  | Lawrie Tierney                             | schottischer Fußballspieler                                                                                            | 52    | heartsfc.co.uk                                                   |
| 6. Dezember  | Horia Văsioiu                              | rumänischer Politiker                                                                                                  | 56    | obiectivbr.ro                                                    |
| 6. Dezember  | Josef Veleta                               | österreichischer Politiker (SPÖ), Abgeordneter zum Nationalrat, Mitglied des Bundesrates                               | 81    | parlament.gv.at                                                  |
| 7. Dezember  | Oscar Angeletti                            | argentinischer Rennfahrer                                                                                              | 64    | corsaonline.com.ar                                               |
| 7. Dezember  | Josip Barković                             | kroatischer Schriftsteller                                                                                             | 93    | sjecanje.hr                                                      |
| 7. Dezember  | Werner Bruß                                | SS-Unterscharführer der Waffen-SS                                                                                      | 91    |                                                                  |
| 7. Dezember  | Bob Burnett                                | US-amerikanischer Sänger                                                                                               | 71    | nytimes.com                                                      |
| 7. Dezember  | Peter Croker                               | englischer Fußballspieler                                                                                              | 89    | cafc.co.uk                                                       |
| 7. Dezember  | Don Duong                                  | US-amerikanisch-vietnamesischer Schauspieler                                                                           | 55    | tuoitrenews.vn                                                   |
| 7. Dezember  | Kurt Ernsting                              | deutscher Unternehmer und Mäzen                                                                                        | 82    | westfaelische-nachrichten.de                                     |
| 7. Dezember  | Lydia Hohenberger                          | deutsche Politikerin (AL), MdA                                                                                         | 52    |                                                                  |
| 7. Dezember  | Teresa Hsu Chih                            | singapurische Sozialarbeiterin                                                                                         | 113   | hearttoheartservice.org                                          |
| 7. Dezember  | Donald Jeffries                            | britischer Virologe | 70    | telegraph.co.uk                                                  |
| 7. Dezember  | Klaus-Günther Jordan                       | deutscher Ruderer | 71    |                                                                  |
| 7. Dezember  | Ahmad Mahrad                               | iranischer Politikwissenschaftler                                                                                      | 73    |                                                                  |
| 7. Dezember  | Marianne Meyer-Krahmer                     | deutsche Historikerin, Lehrerin und Schriftstellerin                                                                   | 91    |                                                                  |
| 7. Dezember  | Norton G. Miller                           | US-amerikanischer Botaniker                                                                                            | 69    | doi:10.3119/0035-4902-114.960.409                                |
| 7. Dezember  | Harry Morgan                               | US-amerikanischer Schauspieler                                                                                         | 96    | spiegel.de                                                       |
| 7. Dezember  | Gilberto Pinto                             | venezolanischer Dramaturg                                                                                              | 82    | eluniversal.com                                                  |
| 7. Dezember  | Jerry Robinson                             | US-amerikanischer Comiczeichner                                                                                        | 89    | newsarama.com                                                    |
| 7. Dezember  | Stefan Sehl                                | deutscher Lehrer und Vertriebenenfunktionär                                                                            | 84    |                                                                  |
| 7. Dezember  | Tonny Albert Springer                      | niederländischer Mathematiker                                                                                          | 85    |                                                                  |
| 7. Dezember  | Nuno Viriato Tavares de Melo Egídio        | portugiesischer Politiker und General                                                                                  | 89    | macaudailytimes.com.mo                                           |
| 7. Dezember  | Clemens Thoma                              | Schweizer Judaist | 79    | christenundjuden.org                                             |
| 7. Dezember  | Ulrich Woronowicz                          | deutscher evangelischer Theologe und Buchautor                                                                         | 83    |                                                                  |
| 8. Dezember  | Gilbert Adair                              | britischer Schriftsteller                                                                                              | 66    | derstandard.at                                                   |
| 8. Dezember  | Lewis Bush                                 | US-amerikanischer American-Football-Spieler                                                                            | 42    | signonsandiego.com                                               |
| 8. Dezember  | Zelman Cowen                               | australischer Politiker                                                                                                | 92    | smh.com.au                                                       |
| 8. Dezember  | Vinko Cuzzi                                | jugoslawischer Fußballspieler                                                                                          | 71    | sta.si                                                           |
| 8. Dezember  | Anton Dobmeier                             | deutscher Politiker | 90    |                                                                  |
| 8. Dezember  | Johnny Glasel                              | US-amerikanischer Jazztrompeter und Musiker-Gewerkschafter                                                             | 81    |                                                                  |
| 8. Dezember  | Anthony Harbord-Hamond, 11. Baron Suffield | britischer Politiker (Conservative Party) und Peer                                                                     | 89    |                                                                  |
| 8. Dezember  | Eddy House                                 | belgischer Musiker, Komponist und Arrangeur                                                                            | 65    | jazzinbelgium.com                                                |
| 8. Dezember  | Ladislas de Hoyos                          | französischer Journalist und Nachrichtensprecher                                                                       | 72    | lefigaro.fr                                                      |
| 8. Dezember  | Richard Hunt                               | britisch-kanadischer Pianist, Komponist, Arrangeur und Musikpädagoge                                                   | 81    |                                                                  |
| 8. Dezember  | Werner Kofler                              | österreichischer Schriftsteller                                                                                        | 64    | kaernten.orf.at                                                  |
| 8. Dezember  | Hans J. Lassen                             | dänischer Jurist, Beamter und Landshøvding von Grönland                                                                | 85    |                                                                  |
| 8. Dezember  | Giorgio Mariani                            | italienischer Fußballspieler                                                                                           | 65    | datasport.it                                                     |
| 8. Dezember  | Miki Minoru                                | japanischer Komponist                                                                                                  | 81    | 47news.jp                                                        |
| 8. Dezember  | Andrew Pataki                              | US-amerikanischer Bischof                                                                                              | 84    | catholic-hierarchy.org                                           |
| 8. Dezember  | Nakdimon Rogel                             | israelischer Journalist und Autor                                                                                      | 86    | jpost.com                                                        |
| 8. Dezember  | Werner Schwarzwälder                       | deutscher Journalist                                                                                                   | 67    |                                                                  |
| 8. Dezember  | Anton Eric Scotoni                         | Schweizer Unternehmer                                                                                                  | 95    | NZZ                                                              |
| 8. Dezember  | Gustav Seyl                                | deutscher Bergbauingenieur und Berghauptmann                                                                           | 80    |                                                                  |
| 8. Dezember  | Roman Simakow                              | russischer Boxer | 27    | reuters.com                                                      |
| 8. Dezember  | Dick Sims                                  | US-amerikanischer Musiker                                                                                              | 60    | tulsaworld.com                                                   |
| 8. Dezember  | Dan Spears                                 | US-amerikanischer Musiker                                                                                              | 62    | austin360.com                                                    |
| 9. Dezember  | Cary D. Allred                             | US-amerikanischer Politiker                                                                                            | 64    | wral.com                                                         |
| 9. Dezember  | Philippe Bas                               | französischer Jazzpianist und Komponist                                                                                | 58    | annelegrandjazz.com                                              |
| 9. Dezember  | Alf R. Bjercke                             | norwegischer Politiker und Sportoffizieller                                                                            | 90    | aftenposten.no                                                   |
| 9. Dezember  | Christoph Engel                            | deutscher Schauspieler                                                                                                 | 86    | filmportal.de                                                    |
| 9. Dezember  | Lionetto Fabbri                            | italienischer Dokumentarfilmer                                                                                         | 87    |                                                                  |
| 9. Dezember  | Dustin Hengst                              | US-amerikanischer Musiker                                                                                              | 39    | themusicsover.com                                                |
| 9. Dezember  | Jacques B. Hess                            | französischer Bassist, Musikkritiker und -historiker                                                                   | ≈85   | sudouest.fr                                                      |
| 9. Dezember  | Bernd von Hoffmann                         | deutscher Rechtswissenschaftler                                                                                        | 69    |                                                                  |
| 9. Dezember  | Peter Jühling                              | deutscher Manager | 86    |                                                                  |
| 9. Dezember  | Davida Karol                               | israelische Schauspielerin                                                                                             | 94    | ynet.co.il                                                       |
| 9. Dezember  | Peter W. Loosli                            | Schweizer Puppenspieler                                                                                                | 92    | zol.ch                                                           |
| 9. Dezember  | Hans Maršálek                              | österreichischer Schriftsetzer, politischer Aktivist und Kriminalpolizist                                              | 97    | ooe.orf.at                                                       |
| 9. Dezember  | Len Phillips                               | englischer Fußballspieler                                                                                              | 89    | portsmouthfc.co.uk                                               |
| 9. Dezember  | Wolfgang Struve                            | deutscher Philosoph und Mystiker                                                                                       | 94    | [ 2 ]                                                            |
| 9. Dezember  | Myra Taylor                                | US-amerikanische Jazzsängerin und Songwriterin                                                                         | 94    | kansascity.com                                                   |
| 10. Dezember | Christian Autexier                         | französischer Jurist                                                                                                   | 67    |                                                                  |
| 10. Dezember | Jean Baucus                                | US-amerikanische Autorin und Historikerin                                                                              | 71    | missoulian.com                                                   |
| 10. Dezember | Hamilton Bobby                             | indischer Fußballspieler                                                                                               | 44    | cathnewsindia.com                                                |
| 10. Dezember | Alan Clarke                                | britischer Psychologe                                                                                                  | 89    | telegraph.co.uk                                                  |
| 10. Dezember | Andres Ehin                                | estnischer Schriftsteller                                                                                              | 71    | delfi.ee                                                         |
| 10. Dezember | Bernd Geesdorf                             | deutscher Fußballspieler                                                                                               | 48    |                                                                  |
| 10. Dezember | John Gower                                 | US-amerikanischer Politiker                                                                                            | 70    | greenbaypressgazette.com                                         |
| 10. Dezember | Hans-Jürgen Haase                          | deutscher Tischtennisfunktionär                                                                                        | 90    | kreiszeitung.trauer.de                                           |
| 10. Dezember | Eduard Hesse                               | deutscher evangelischer Geistlicher                                                                                    | 99    |                                                                  |
| 10. Dezember | Shin’ichi Ichikawa                         | japanischer Drehbuchautor                                                                                              | 70    | animenewsnetwork.com                                             |
| 10. Dezember | Thomas Niggl                               | deutscher Benediktinerabt                                                                                              | 89    | merkur-online.de                                                 |
| 10. Dezember | Albert Overhauser                          | US-amerikanischer Physiker                                                                                             | 86    |                                                                  |
| 10. Dezember | Panagiotis Sideris                         | griechischer Handballspieler                                                                                           | 33    | sports.in.gr                                                     |
| 10. Dezember | Karryl Smith                               | US-amerikanische Musikerin                                                                                             | 33    | thedeadrockstarsclub.com                                         |
| 10. Dezember | Ernst Specker                              | Schweizer Mathematiker                                                                                                 | 91    | illc.uva.nl                                                      |
| 10. Dezember | Mustafa Tamimi                             | palästinensischer Aktivist                                                                                             | 28    |                                                                  |
| 10. Dezember | Sotia Tsotou                               | griechische Lyrikerin                                                                                                  | 69    | news.in.gr                                                       |
| 10. Dezember | Vida Jerman                                | kroatische Schauspielerin                                                                                              | 72    | vecernji.hr                                                      |
| 11. Dezember | Vasile Arvinte                             | rumänischer Romanist und Rumänist                                                                                      | 83    |                                                                  |
| 11. Dezember | Ahmad Bahgat                               | ägyptischer Schriftsteller und Journalist                                                                              | 79    | english.ahram.org.eg                                             |
| 11. Dezember | Enric Barbat i Botey                       | katalanischer Liedermacher und Sänger                                                                                  | 68    | english.ahram.org.eg                                             |
| 11. Dezember | Franz Josef Bautz                          | deutscher Journalist und Publizist                                                                                     | 86    |                                                                  |
| 11. Dezember | Rodolfo Bottino                            | brasilianischer Schauspieler                                                                                           | 52    | portalps.virgula.uol.com.br                                      |
| 11. Dezember | Phillip Cottrell                           | britischer Moderator und Journalist                                                                                    | 43    | bbc.co.uk                                                        |
| 11. Dezember | John Patrick Foley                         | US-amerikanischer Kardinal                                                                                             | 76    | abclocal.go.com                                                  |
| 11. Dezember | Mihnea Gheorghiu                           | rumänischer Filmemacher und Drehbuchautor                                                                              | 92    | antena3.ro                                                       |
| 11. Dezember | Susan Gordon                               | US-amerikanische Schauspielerin                                                                                        | 62    | hollywoodreporter.com                                            |
| 11. Dezember | Hans Heinz Holz                            | deutscher Philosoph | 84    | orf.at                                                           |
| 11. Dezember | Harold Hopkins                             | australischer Schauspieler                                                                                             | 67    | news.ninemsn.com.au                                              |
| 11. Dezember | Ahmed İhsan Kırımlı                        | türkischer Politiker                                                                                                   | 91    | internethaber.com                                                |
| 11. Dezember | Leonida Lari                               | moldauisch-rumänische Schriftstellerin und Politikerin                                                                 | 62    | mediafax.ro                                                      |
| 11. Dezember | Fritz Maldener                             | deutscher Jazzpianist, Musikproduzent und Komponist                                                                    | 76    | sr-mediathek.sr-online.de                                        |
| 11. Dezember | Mario Miranda                              | indischer Cartoonist                                                                                                   | 85    | ibnlive.in.com                                                   |
| 11. Dezember | Paul Mueller                               | polnisch-US-amerikanischer Eisschnelllauftrainer und -funktionär                                                       | 85    | schmidtandbartelt.com                                            |
| 11. Dezember | Lola Müthel                                | deutsche Schauspielerin                                                                                                | 92    | trauer.sueddeutsche.de                                           |
| 11. Dezember | Welko Kanew                                | bulgarischer Schauspieler                                                                                              | 63    | dnevnik.bg                                                       |
| 11. Dezember | Egbert Schmiedt                            | deutscher Urologe | 91    | sz-ms.vrsmedia-trauerportal.de                                   |
| 11. Dezember | Karl Stiffel                               | deutscher Bürgerrechtler                                                                                               | 82    | jungewelt.de                                                     |
| 11. Dezember | Ke Yan                                     | chinesischer Schriftsteller und Poet                                                                                   | 82    | english.people.com.cn                                            |
| 12. Dezember | John Atterberry                            | US-amerikanischer Musikproduzent                                                                                       | 40    | huffingtonpost.com                                               |
| 12. Dezember | Sunday Bada                                | nigerianischer Leichtathlet                                                                                            | 42    | iaaf.org                                                         |
| 12. Dezember | Max Bächer                                 | deutscher Architekt | 86    | echo-online.de (Memento vom 3. Februar 2012 im Internet Archive) |
| 12. Dezember | Pupi Campo                                 | US-amerikanischer Bandleader                                                                                           | 91    | johnlewisbartee.blogspot.com                                     |
| 12. Dezember | Predrag Ćeramilac                          | serbischer Schauspieler                                                                                                | 67    | 24sata.hr                                                        |
| 12. Dezember | Peter Dietze                               | deutscher Diplomat der DDR                                                                                             | 75    |                                                                  |
| 12. Dezember | Carl-Heinz Dömken                          | deutscher Pferdezüchter, Karikaturist, Künstler, Journalist und Autor                                                  | 82    |                                                                  |
| 12. Dezember | Milly Ericson                              | US-amerikanische Sängerin und Schauspielerin                                                                           | 82    | imdb.com                                                         |
| 12. Dezember | Eleazar García junior                      | mexikanischer Schauspieler                                                                                             | 53    | eluniversal.com.mx                                               |
| 12. Dezember | Heini Lohrer                               | Schweizer Eishockeyspieler                                                                                             | 93    | sport.sf.tv                                                      |
| 12. Dezember | Alberto de Mendoza                         | argentinischer Schauspieler                                                                                            | 88    | montevideo.com.uy                                                |
| 12. Dezember | Mălina Olinescu                            | rumänische Musikerin                                                                                                   | 37    | mediafax.ro                                                      |
| 12. Dezember | Robert Peliza                              | gibraltischer Politiker                                                                                                | 91    | yourgibraltartv.com                                              |
| 12. Dezember | Bert Schneider                             | US-amerikanischer Film- und Fernsehproduzent                                                                           | 78    | variety.com                                                      |
| 12. Dezember | Ernst Spieß                                | österreichischer Skirennläufer, -trainer und -funktionär                                                               | 84    | kurier.at                                                        |
| 12. Dezember | Michail Petrowitsch Odinzow                | sowjetischer Pilot | 90    |                                                                  |
| 12. Dezember | Paul West                                  | US-amerikanischer Pianist und Sänger                                                                                   | 76    | seattletimes.nwsource.com                                        |
| 12. Dezember | Paul Wilpert                               | deutscher Politiker (SED)                                                                                              | 86    | gerdspriess.de                                                   |
| 13. Dezember | Anthony Amato                              | US-amerikanischer Opernleiter                                                                                          | 91    |                                                                  |
| 13. Dezember | T. J. Bass                                 | US-amerikanischer Science-Fiction-Autor                                                                                | 79    | isfdb.org                                                        |
| 13. Dezember | Margarita Bravo Hollis                     | mexikanische Zoologin und Hochschullehrerin                                                                            | 100   |                                                                  |
| 13. Dezember | Juan Calderón                              | mexikanischer Journalist und Nachrichtensprecher                                                                       | 75    | eluniversal.com.mx                                               |
| 13. Dezember | Gianluca Casseri                           | italienischer Autor und Amokläufer                                                                                     | 50    | spiegel.de                                                       |
| 13. Dezember | Kabir Chowdhury                            | bangladeschischer Schriftsteller                                                                                       | 88    | thedailystar.net                                                 |
| 13. Dezember | Bergit Forchhammer                         | deutsch-dänische Autorin                                                                                               | 90    |                                                                  |
| 13. Dezember | Russell Hoban                              | US-amerikanischer Schriftsteller                                                                                       | 86    | arts.nationalpost.com                                            |
| 13. Dezember | Heinz Kruschel                             | deutscher Schriftsteller                                                                                               | 82    |                                                                  |
| 13. Dezember | Evgeny Kurochkin                           | russischer Paläontologe                                                                                                | 71    | doi:10.1525/auk.2012.129.4.790                                   |
| 13. Dezember | Carlo Peroni                               | italienischer Comiczeichner                                                                                            | 82    | francesoir.fr                                                    |
| 13. Dezember | Tony Sibbald                               | US-amerikanischer Schauspieler                                                                                         | 75    |                                                                  |
| 13. Dezember | Klaus-Dieter Sieloff                       | deutscher Fußballspieler                                                                                               | 69    | spiegel.de                                                       |
| 13. Dezember | Sizakele Sigxashe                          | südafrikanischer Nachrichtendienstchef                                                                                 | 74    |                                                                  |
| 14. Dezember | Roy Ash                                    | US-amerikanischer Politiker                                                                                            | 93    |                                                                  |
| 14. Dezember | Graham Booth                               | britischer Politiker                                                                                                   | 71    |                                                                  |
| 14. Dezember | Luigi Carpaneda                            | italienischer Fechter                                                                                                  | 86    | milano.repubblica.it                                             |
| 14. Dezember | Helmut Debatin                             | deutscher Jurist und Finanzfachmann                                                                                    | 85    | sz-ms.vrsmedia-trauerportal.de                                   |
| 14. Dezember | Paul-Émile Deiber                          | französischer Schauspieler und Synchronsprecher                                                                        | 86    |                                                                  |
| 14. Dezember | Roland Dubillard                           | französischer Schriftsteller                                                                                           | 88    |                                                                  |
| 14. Dezember | Karl-Heinrich von Groddeck                 | deutscher Ruderer | 75    |                                                                  |
| 14. Dezember | Uwe Hollm                                  | deutscher evangelischer Pfarrer, Missionsdirektor und Propst                                                           | 81    |                                                                  |
| 14. Dezember | Thomas Cajetan Kelly                       | US-amerikanischer Erzbischof                                                                                           | 80    | bizjournals.com                                                  |
| 14. Dezember | Olga Madsen                                | niederländische Filmschaffende                                                                                         | 64    | rtl.nl                                                           |
| 14. Dezember | Jeanette McLeod                            | britische Jazzsängerin                                                                                                 | ≈65   | jazzpages.com                                                    |
| 14. Dezember | Galina Sergejewna Schatalowa               | russische Neurochirurgin                                                                                               | 95    |                                                                  |
| 14. Dezember | Gundula Rapsch                             | deutsche Schauspielerin                                                                                                | 48    | diepresse.com                                                    |
| 14. Dezember | Dieter Rohloff                             | deutscher Politiker (GRÜNE), MdL                                                                                       | 73    |                                                                  |
| 14. Dezember | Hermann-Ernst Schauer                      | deutscher Antifaschist                                                                                                 | 88    |                                                                  |
| 14. Dezember | Mark Francis Schmitt                       | US-amerikanischer Bischof                                                                                              | 88    | silobreaker.com                                                  |
| 14. Dezember | Don Sharp                                  | britischer Filmregisseur                                                                                               | 89    |                                                                  |
| 14. Dezember | Joe Simon                                  | US-amerikanischer Comiczeichner                                                                                        | 98    | washingtonpost.com                                               |
| 14. Dezember | Billie Jo Spears                           | US-amerikanische Country-Sängerin                                                                                      | 74    | tasteofcountry.com                                               |
| 14. Dezember | Boris Tschertok                            | sowjetischer Raketenkonstrukteur und Weltraumpionier                                                                   | 99    | New York Times                                                   |
| 14. Dezember | George Whitman                             | US-amerikanisch-französischer Buchhändler und Bohèmien                                                                 | 98    |                                                                  |
| 14. Dezember | Leopold Wurzinger                          | österreichischer Richter, Präsident des Obersten Gerichtshofes                                                         | 90    |                                                                  |
| 14. Dezember | Aiha Zemp                                  | Schweizer Behindertenrechtlerin und Psychologin                                                                        | 58    | bizeps.or.at                                                     |
| 15. Dezember | Eduardo Barreto                            | uruguayischer Zeichner                                                                                                 | 57    | montevideo.com.uy                                                |
| 15. Dezember | Emmett L. Bennett                          | US-amerikanischer Altphilologe                                                                                         | 93    | nytimes.com                                                      |
| 15. Dezember | Bob Brookmeyer                             | US-amerikanischer Jazzmusiker                                                                                          | 81    | artsjournal.com                                                  |
| 15. Dezember | Mario Campi                                | Schweizer Architekt | 75    | arch.ethz.ch                                                     |
| 15. Dezember | Annette Dorn                               | deutsche Filmeditorin                                                                                                  | 69    |                                                                  |
| 15. Dezember | David Fordham                              | australischer Sportkommentator                                                                                         | 62    | theaustralian.com.au                                             |
| 15. Dezember | Walter Giller                              | deutscher Schauspieler                                                                                                 | 84    | spiegel.de                                                       |
| 15. Dezember | Max-Joseph Halhuber                        | österreichischer Kardiologe                                                                                            | 95    | sz-ms.vrsmedia-trauerportal.de                                   |
| 15. Dezember | Christopher Hitchens                       | britisch-US-amerikanischer Schriftsteller                                                                              | 62    | vanityfair.com                                                   |
| 15. Dezember | Ricardo Ibarra                             | argentinischer Ruderer                                                                                                 | 61    | espndeportes.espn.go.com                                         |
| 15. Dezember | Guy Ignolin                                | französischer Radrennfahrer                                                                                            | 75    | ouest-france.fr                                                  |
| 15. Dezember | Herbert Kesel                              | deutscher Ruderer | 80    |                                                                  |
| 15. Dezember | Nur Khan                                   | pakistanischer Politiker und Luftmarschall                                                                             | 88    | thehindu.com                                                     |
| 15. Dezember | Artur Kraut                                | deutscher Politiker (CDU), MdBB                                                                                        | 91    |                                                                  |
| 15. Dezember | Wolfgang Oehme                             | deutscher Gartenarchitekt                                                                                              | 81    |                                                                  |
| 15. Dezember | Jordan Paruschew                           | bulgarischer Künstler                                                                                                  | 53    | segabg.com                                                       |
| 15. Dezember | Bernat Pomar                               | spanischer Komponist und Violinist                                                                                     | 79    |                                                                  |
| 15. Dezember | James M. Quigley                           | US-amerikanischer Politiker                                                                                            | 93    |                                                                  |
| 15. Dezember | Uwe Reuter                                 | deutscher Fußballspieler                                                                                               | 77    |                                                                  |
| 15. Dezember | Jason Richards                             | neuseeländischer Rennfahrer                                                                                            | 35    | heraldsun.com.au                                                 |
| 15. Dezember | Fevzi Şeker                                | türkischer Ringer | 49    | sports-reference.com                                             |
| 15. Dezember | Mario Tovar González                       | mexikanischer Ringer                                                                                                   | 78    | info7.mx                                                         |
| 15. Dezember | Peter Winter                               | deutscher Journalist, Kunstkritiker und Cartoonist                                                                     | 76    |                                                                  |
| 16. Dezember | Arnold H. Bouma                            | niederländischer Geologe                                                                                               | 79    |                                                                  |
| 16. Dezember | Slim Dunkin                                | US-amerikanischer Rapper                                                                                               | 24    | spiegel.de                                                       |
| 16. Dezember | Robert Easton                              | US-amerikanischer Schauspieler                                                                                         | 81    | latimes.com                                                      |
| 16. Dezember | Dan Frazer                                 | US-amerikanischer Schauspieler                                                                                         | 90    | variety.com                                                      |
| 16. Dezember | Alice Glenn                                | irische Politikerin | 83    | independent.ie                                                   |
| 16. Dezember | Chubē Kagita                               | japanischer Politiker                                                                                                  | 54    | [ 3 ]                                                            |
| 16. Dezember | Henry Kitchener, 3. Earl Kitchener         | britischer Politiker (Conservative Party) und Peer                                                                     | 92    |                                                                  |
| 16. Dezember | Mark Kopytman                              | israelischer Komponist                                                                                                 | 82    | iba.org.il                                                       |
| 16. Dezember | Horst E. Miers                             | deutscher Autor und Genealoge                                                                                          | 83    |                                                                  |
| 16. Dezember | Bert Muhly                                 | US-amerikanischer Politiker                                                                                            | 88    | mercurynews.com                                                  |
| 16. Dezember | Eberhard Walde                             | deutscher Politiker | 62    | welt.de                                                          |
| 16. Dezember | Nicol Williamson                           | britischer Schauspieler                                                                                                | 75    | nicolwilliamson.com                                              |
| 17. Dezember | John Bishop                                | US-amerikanischer Gitarrist                                                                                            | 65    | chicagotribune.com                                               |
| 17. Dezember | Sérgio Borges                              | portugiesischer Musiker                                                                                                | 67    |                                                                  |
| 17. Dezember | Sérgio Britto                              | brasilianischer Schauspieler                                                                                           | 88    | oglobo.globo.com                                                 |
| 17. Dezember | Víctor Manuel Castro                       | mexikanischer Filmschaffender                                                                                          | 87    | oem.com.mx                                                       |
| 17. Dezember | Michael Gower Coleman                      | südafrikanischer Bischof                                                                                               | 72    | catholic-pe.co.za                                                |
| 17. Dezember | Eva Ekvall                                 | venezolanische Moderatorin und Model                                                                                   | 28    | playball.eluniversal.com                                         |
| 17. Dezember | Cesária Évora                              | kapverdische Sängerin                                                                                                  | 70    | dn.pt                                                            |
| 17. Dezember | Thussy Gorischek                           | österreichische Violinistin                                                                                            | 71    |                                                                  |
| 17. Dezember | Hans Jacobsen                              | färöischer Unternehmer                                                                                                 | 73    |                                                                  |
| 17. Dezember | Kim Jong-il                                | nordkoreanischer Politiker                                                                                             | 70    | welt.de                                                          |
| 17. Dezember | Richard Rudolf Klein                       | deutscher Komponist | 90    | taunus-zeitung.de                                                |
| 17. Dezember | Bernd Meurer                               | deutscher Architekt, Gestalter, Autor und Hochschullehrer                                                              | 76    |                                                                  |
| 17. Dezember | Piero Natalino Mularoni                    | san-marinesischer Politiker, Staatsoberhaupt von San Marino                                                            | 63    |                                                                  |
| 17. Dezember | Günter Preuß                               | deutscher Biologe, Pädagoge und Naturforscher                                                                          | 87    |                                                                  |
| 17. Dezember | Josef Siegwart                             | Schweizer Kirchenhistoriker                                                                                            | 82    | kipa-apic.ch                                                     |
| 17. Dezember | Ronnie Smith                               | US-amerikanisch-französischer Basketballspieler                                                                        | 49    |                                                                  |
| 18. Dezember | Doe Avedon                                 | US-amerikanische Schauspielerin und Model                                                                              | 86    | theguardian.com                                                  |
| 18. Dezember | Cor Bakker                                 | niederländischer Radrennfahrer                                                                                         | 93    |                                                                  |
| 18. Dezember | Luc Jozef Gerard De Maere                  | belgischer Priester, Diplomat des Heiligen Stuhls                                                                      | 55    |                                                                  |
| 18. Dezember | Jeremy Doyle                               | australischer Rollstuhl-Basketballspieler                                                                              | 28    | dailytelegraph.com.au                                            |
| 18. Dezember | Diego Febles                               | puerto-ricanischer Automobilrennfahrer                                                                                 | 82    |                                                                  |
| 18. Dezember | Roger Goepper                              | deutscher Kunsthistoriker                                                                                              | 86    | museenkoeln.de                                                   |
| 18. Dezember | Václav Havel                               | tschechischer Schriftsteller und Politiker                                                                             | 75    | orf.at                                                           |
| 18. Dezember | Karl Hoffmann                              | deutscher Brigadegeneral                                                                                               | 73    | Nachruf, S. 48                                                   |
| 18. Dezember | Gisela Jacobius                            | Berliner Jüdin zur Zeit des Nationalsozialismus und spätere Zeitzeugin                                                 | 88    | trauerportal.morgenpost.de                                       |
| 18. Dezember | Salem Jubran                               | israelischer Poet und Journalist                                                                                       | 71    | haaretz.com                                                      |
| 18. Dezember | Philip D. Lawley                           | britischer Chemiker und Krebsforscher                                                                                  | 84    |                                                                  |
| 18. Dezember | Ralph MacDonald                            | US-amerikanischer Musiker und Songwriter                                                                               | 67    | buffettworld.com                                                 |
| 18. Dezember | Ted Markland                               | US-amerikanischer Schauspieler                                                                                         | 78    | westernboothill.blogspot.com                                     |
| 18. Dezember | Lorenzo de Rodas                           | mexikanischer Schauspieler                                                                                             | 81    | eluniversal.com.mx                                               |
| 18. Dezember | Johnny Silvo                               | britischer Sänger | 75    | guardian.co.uk                                                   |
| 18. Dezember | Heinz Josef Varain                         | deutscher Politikwissenschaftler                                                                                       | 86    |                                                                  |
| 18. Dezember | Vasile Vatamanu                            | moldauischer Politiker, Journalist und Fußballfunktionär                                                               |       | timpul.md                                                        |
| 18. Dezember | Ronnie Wolfe                               | britischer Drehbuchautor                                                                                               | 89    | bbc.co.uk                                                        |
| 18. Dezember | Helmut Zimmermann                          | deutscher Astronom | 85    |                                                                  |
| 18. Dezember | Marijan Žužej                              | jugoslawischer Wasserballspieler                                                                                       | 77    |                                                                  |
| 19. Dezember | George Athor Deng                          | südsudanesischer Rebellenführer                                                                                        | 48/49 | [ 4 ]                                                            |
| 19. Dezember | Marianne Bockelkamp                        | deutsche Germanistin, Editionswissenschaftlerin und Papierhistorikerin                                                 | 86    |                                                                  |
| 19. Dezember | Miklós Boskovits                           | ungarisch-italienischer Kunsthistoriker                                                                                | 76    |                                                                  |
| 19. Dezember | José Antonio Fernández Romero              | spanischer Übersetzer und Universitätsprofessor                                                                        | 80    |                                                                  |
| 19. Dezember | Johanna Förster                            | deutsche Rennrodlerin                                                                                                  | 89    | sz-online.de                                                     |
| 19. Dezember | Helmuth Hilz                               | deutscher Molekularbiologe                                                                                             | 87    | trauer.abendblatt.de                                             |
| 19. Dezember | Margherita Horowitz                        | italienische Schauspielerin                                                                                            | ~92   | imdb.com                                                         |
| 19. Dezember | Hiroyuki Kanno                             | japanischer Videospielentwickler                                                                                       | 37    | abel-jp.com                                                      |
| 19. Dezember | Peter Lihl                                 | deutscher Fußballspieler                                                                                               | 72    |                                                                  |
| 19. Dezember | Luciano Magistrelli                        | italienischer Fußballspieler und -trainer                                                                              | 73    | ilgiorno.it                                                      |
| 19. Dezember | Héctor Núñez                               | uruguayischer Fußballspieler und -trainer                                                                              | 75    | lr21.com.uy                                                      |
| 19. Dezember | Horst-Eberhard Richter                     | deutscher Psychoanalytiker, Psychosomatiker und Sozialphilosoph                                                        | 88    | net-tribune.de                                                   |
| 19. Dezember | Lilija Afanassjewna Wassiltschenko         | sowjetische Skilangläuferin                                                                                            | 49    |                                                                  |
| 19. Dezember | Erwin Wirschaz                             | deutscher Schauspieler und Hörspielsprecher                                                                            | 88    | weser-kurier.de                                                  |
| 20. Dezember | Hana Androníková                           | tschechische Schriftstellerin                                                                                          | 44    | ceskenoviny.cz                                                   |
| 20. Dezember | Robert Ader                                | US-amerikanischer Psychologe                                                                                           | 79    | doi:10.3157/021.122.0215                                         |
| 20. Dezember | Hans Bauer                                 | deutscher Fußballspieler                                                                                               | 82    |                                                                  |
| 20. Dezember | Howard Boyd                                | US-amerikanischer Entomologe                                                                                           | 97    | nytimes.com                                                      |
| 20. Dezember | Clem DeRosa                                | US-amerikanischer Arrangeur, Orchesterleiter und Musikpädagoge                                                         | 86    | jazz.unt.edu                                                     |
| 20. Dezember | Walter Edelbauer                           | österreichischer Autor und Heimatforscher                                                                              | 76    |                                                                  |
| 20. Dezember | Jacob Goldman                              | US-amerikanischer Physiker und Manager                                                                                 | 90    | nytimes.com                                                      |
| 20. Dezember | Iván Heyn                                  | argentinischer Politiker                                                                                               | 34    | montevideo.com.uy                                                |
| 20. Dezember | Khalifa Kambi                              | gambischer Politiker                                                                                                   | 56    | observer.gm                                                      |
| 20. Dezember | Karl Friedrich Mess                        | deutscher Flötist | 90    |                                                                  |
| 20. Dezember | Yoshimitsu Morita                          | japanischer Regisseur                                                                                                  | 61    | cbsnews.com                                                      |
| 20. Dezember | Tushar Ranganath                           | indischer Regisseur | 37    | entertainment.oneindia.in                                        |
| 20. Dezember | John Rex                                   | südafrikanisch-britischer Soziologe und Hochschullehrer                                                                | 86    | www2.warwick.ac.uk                                               |
| 20. Dezember | Werner Röglin                              | deutscher Schauspieler                                                                                                 | 73    |                                                                  |
| 20. Dezember | Anthony Lamar Smith                        | Afroamerikaner, der in St. Louis, Missouri von der Polizei erschossen wurde                                            | 24    |                                                                  |
| 20. Dezember | Miomir Stamenković                         | jugoslawischer Filmregisseur                                                                                           | 83    | b92.net                                                          |
| 20. Dezember | Hugh B. Sutherland                         | britischer Geotechniker                                                                                                | 91    |                                                                  |
| 20. Dezember | Leopold Unger                              | polnischer Journalist                                                                                                  | 89    | wyborcza.pl                                                      |
| 20. Dezember | K. V. Varadaraj                            | indischer Fußballspieler                                                                                               | 87    | timesofindia.indiatimes.com                                      |
| 20. Dezember | Hermann Warmke                             | deutscher Wirtschaftsjurist und Manager                                                                                | 82    |                                                                  |
| 20. Dezember | Václav Zítek                               | tschechischer Opernsänger                                                                                              | 79    | radio.cz                                                         |
| 21. Dezember | Francis Leo Braganza                       | indischer Bischof | 89    | cbci.in                                                          |
| 21. Dezember | John Chamberlain                           | US-amerikanischer Künstler                                                                                             | 84    | nytimes.com                                                      |
| 21. Dezember | Gerd Deutschmann                           | deutscher Schauspieler                                                                                                 | 76    | bild.de                                                          |
| 21. Dezember | Jürgen Hentsch                             | deutscher Schauspieler                                                                                                 | 75    | focus.de                                                         |
| 21. Dezember | P. K. Iyengar                              | indischer Kernphysiker                                                                                                 | 80    | timesofindia.indiatimes.com                                      |
| 21. Dezember | Víctor Mancilla                            | chilenischer Fußballspieler                                                                                            | 90    |                                                                  |
| 21. Dezember | Werner Otto                                | deutscher Unternehmer                                                                                                  | 102   | bild.de                                                          |
| 21. Dezember | Florian Reim                               | deutscher Moderner Fünfkämpfer und Sportwissenschaftler                                                                | 43    | bz-berlin.de                                                     |
| 21. Dezember | Olavi Rokka                                | finnischer Moderner Fünfkämpfer                                                                                        | 86    | iltalehti.fi                                                     |
| 21. Dezember | Jewgeni Rudakow                            | sowjetischer Fußballspieler                                                                                            | 69    | rbc.ua                                                           |
| 21. Dezember | Roberto Szidon                             | brasilianischer Pianist                                                                                                | 70    | www1.folha.uol.com.br                                            |
| 21. Dezember | Umanosuke Ueda                             | japanischer Wrestler und Schauspieler                                                                                  | 71    | [ 5 ]                                                            |
| 21. Dezember | Jean-Pierre Urkia                          | französischer Bischof                                                                                                  | 93    | diocese-bayonne.org                                              |
| 21. Dezember | Marjy Väisälä                              | finnische Lehrerin und Entdeckerin eines Asteroiden                                                                    | 95    |                                                                  |
| 21. Dezember | Pauli Virta                                | finnischer Musiker und Sänger                                                                                          | 66    | finlandsite.nl                                                   |
| 22. Dezember | Per Berlin                                 | schwedischer Ringer | 90    | sok.se                                                           |
| 22. Dezember | Bettye Danoff                              | US-amerikanische Golferin                                                                                              | 88    | todaysthv.com                                                    |
| 22. Dezember | William Duell                              | US-amerikanischer Schauspieler                                                                                         | 88    | nytimes.com                                                      |
| 22. Dezember | Piotr Figiel                               | polnischer Musiker | 71    | muzyka.wp.pl                                                     |
| 22. Dezember | Margaret E. Mahoney                        | US-amerikanische Managerin                                                                                             | 87    |                                                                  |
| 22. Dezember | Helmut Möckel                              | deutscher Fußballspieler                                                                                               | 90    |                                                                  |
| 22. Dezember | Nina Mula                                  | albanische Sopranistin                                                                                                 | 80    | panorama.com.al                                                  |
| 22. Dezember | Winfried Petzold                           | deutscher Politiker | 68    | nachrichten.lvz-online.de                                        |
| 22. Dezember | Peter Pleyer                               | deutscher Medienwissenschaftler                                                                                        | 78    | kjf.de                                                           |
| 22. Dezember | Vasant Ranjane                             | indischer Cricketspieler                                                                                               | 74    | espncricinfo.com                                                 |
| 22. Dezember | Carlos Calero Rodrigues                    | brasilianischer Diplomat                                                                                               | ≈92   | lulacerda.ig.com.br                                              |
| 22. Dezember | Rogelio Sánchez González                   | mexikanischer Bischof                                                                                                  | 90    | elnoticieroenlinea.com                                           |
| 22. Dezember | Zithulele Sinqe                            | südafrikanischer Marathonläufer                                                                                        | 48    | sport24.co.za                                                    |
| 22. Dezember | Reinhard Voßbein                           | deutscher Ökonom und Hochschullehrer, Professor für Betriebswirtschaftslehre                                           | 77    |                                                                  |
| 23. Dezember | Ioan Benga                                 | rumänischer Leichtathletiktrainer                                                                                      | 81    | prosport.ro                                                      |
| 23. Dezember | Denise Darcel                              | US-amerikanische Schauspielerin                                                                                        | 87    | abendblatt.de                                                    |
| 23. Dezember | Alfredo Dibona                             | italienischer Skilangläufer                                                                                            | 75    |                                                                  |
| 23. Dezember | Cees van Dongen                            | niederländischer Motorsportler                                                                                         | 79    | nu.nl                                                            |
| 23. Dezember | Günter Jäckel                              | deutscher Literaturhistoriker, Hochschullehrer und Herausgeber                                                         | 85    | uni-tuebingen.de                                                 |
| 23. Dezember | Bill Klatt                                 | US-amerikanischer Eishockeyspieler                                                                                     | 64    | startribune.com                                                  |
| 23. Dezember | Ricardo Krebs                              | chilenischer Historiker                                                                                                | 93    | lanacion.cl                                                      |
| 23. Dezember | Herbert Kriegisch                          | deutscher Architekt und Hochschullehrer                                                                                | 81    | trauer.sueddeutsche.de                                           |
| 23. Dezember | Aydın Menderes                             | türkischer Politiker                                                                                                   | 65    | turkishweekly.net                                                |
| 23. Dezember | Ladislav Nižňanský                         | slowakisch-deutscher Teilnehmer am Zweiten Weltkrieg und Geheimdienstagent                                             | 94    |                                                                  |
| 23. Dezember | Abdur Razzaq                               | bangladeschischer Politiker                                                                                            | 69    | bdnews24.com                                                     |
| 23. Dezember | Gerhard Reimann                            | deutscher Sportjournalist                                                                                              | 85    |                                                                  |
| 23. Dezember | Irene Teutloff                             | deutsche Pilotin | 88    |                                                                  |
| 24. Dezember | Salah Baouendi                             | tunesisch-US-amerikanischer Mathematiker                                                                               | 74    | localobituariesonline.com                                        |
| 24. Dezember | Armando Brambilla                          | italienischer Bischof                                                                                                  | 69    | online-news.it                                                   |
| 24. Dezember | Sergio Buso                                | italienischer Fußballspieler und -trainer                                                                              | 61    | repubblica.it                                                    |
| 24. Dezember | Helmut Büttner                             | deutscher Jurist und Richter                                                                                           | 70    | rsw.beck.de                                                      |
| 24. Dezember | José Andrés Corral Arredondo               | mexikanischer Bischof                                                                                                  | 65    | oem.com.mx                                                       |
| 24. Dezember | Walter Dermuth                             | österreichischer Unternehmer und Politiker (ÖVP); Vizebürgermeister von Klagenfurt                                     | 85    |                                                                  |
| 24. Dezember | Peter Fortnagel                            | deutscher Mediziner | 73    | trauer.abendblatt.de                                             |
| 24. Dezember | Bernard Gert                               | US-amerikanischer Philosoph                                                                                            | 77    |                                                                  |
| 24. Dezember | Gerhart Harrer                             | österreichischer Psychiater und Neurologe                                                                              | 94    | gerhart-harrer.at                                                |
| 24. Dezember | Johannes Heesters                          | niederländisch-österreichischer Sänger und Schauspieler                                                                | 108   | orf.at                                                           |
| 24. Dezember | Marvin Knopp                               | amerikanischer Mathematiker                                                                                            | 78    |                                                                  |
| 24. Dezember | Zsuzsa Mary                                | ungarische Musikerin                                                                                                   | 64    | hirado.hu                                                        |
| 24. Dezember | Al Russell                                 | US-amerikanischer Pianist, Sänger und Songwriter                                                                       | 90    | articles.philly.com                                              |
| 24. Dezember | Walter Söhne                               | deutscher Landmaschineningenieur                                                                                       | 98    | sz-ms.vrsmedia-trauerportal.de                                   |
| 24. Dezember | Evelyn Stevens                             | US-amerikanische Countrysängerin                                                                                       | 87    | sacbee.com                                                       |
| 24. Dezember | Johann Wohl                                | österreichischer Politiker (SPÖ), Landtagsabgeordneter                                                                 | 91    |                                                                  |
| 24. Dezember | Witali Zeschkowski                         | russischer Schachspieler                                                                                               | 67    | russiachess.org                                                  |
| 25. Dezember | Giorgio Bocca                              | italienischer Journalist und Schriftsteller                                                                            | 91    | corriere.it                                                      |
| 25. Dezember | Martin Cern                                | deutscher Schriftsteller und Prokurist                                                                                 | 83    |                                                                  |
| 25. Dezember | Adrienne Cooper                            | US-amerikanische Musikerin                                                                                             | 65    | forward.com                                                      |
| 25. Dezember | Gideon Doron                               | israelischer Politiker und Wissenschaftler                                                                             | 66    | ynet.co.il                                                       |
| 25. Dezember | Satyadev Dubey                             | indischer Schauspieler, Filmemacher und Theaterregisseur                                                               | 75    | hindustantimes.com                                               |
| 25. Dezember | Thomas Finnegan                            | irischer Bischof | 86    | catholic-hierarchy.org                                           |
| 25. Dezember | Seán French                                | irischer Politiker | 80    |                                                                  |
| 25. Dezember | Habib Galhia                               | tunesischer Boxer | 70    |                                                                  |
| 25. Dezember | Khalil Ibrahim                             | sudanesischer Rebellenführer                                                                                           | ??    | zeit.de                                                          |
| 25. Dezember | Hans-Heinrich Isenbart                     | deutscher Sportjournalist und -moderator                                                                               | 88    | [ 6 ]                                                            |
| 25. Dezember | Roger Jowell                               | britischer Sozialwissenschaftler                                                                                       | 69    | telegraph.co.uk                                                  |
| 25. Dezember | John Christoffel Kannemeyer                | südafrikanischer Schriftsteller                                                                                        | 72    | litnet.co.za                                                     |
| 25. Dezember | Joop Koopman                               | niederländischer Radio- und Fernsehjournalist und -moderator                                                           | 81    | villamedia.nl                                                    |
| 25. Dezember | Emil Maier                                 | deutscher Illustrator, Maler und Grafiker                                                                              | 76    |                                                                  |
| 25. Dezember | George Robb                                | englischer Fußballspieler                                                                                              | 85    | tottenhamhotspur.com                                             |
| 25. Dezember | Georg Schlöndorff                          | deutscher Mediziner und Facharzt für Hals-Nasen-Ohrenheilkunde                                                         | 80    |                                                                  |
| 25. Dezember | Jim Sherwood                               | US-amerikanischer Musiker                                                                                              | 69    | weirdomusic.com                                                  |
| 25. Dezember | Moses Pitakaka                             | salomonischer Politiker                                                                                                | 66    | solomonstarnews.com                                              |
| 25. Dezember | Simms Taback                               | US-amerikanischer Autor und Grafiker                                                                                   | 79    | simmstaback.com                                                  |
| 25. Dezember | Alexander von Schönborn                    | deutscher Forstbiologe                                                                                                 | 87    | sz-ms.vrsmedia-trauerportal.de                                   |
| 25. Dezember | Yanagi Sōri                                | japanischer Designer                                                                                                   | 96    | washingtonpost.com                                               |
| 25. Dezember | Theodor Wildbolz                           | Schweizer Entomologe und Kommunalpolitiker (LdU)                                                                       | 85    |                                                                  |
| 26. Dezember | Kennan Adeang                              | nauruischer Politiker                                                                                                  |       | rulers.org                                                       |
| 26. Dezember | Houston Antwine                            | US-amerikanischer American-Football-Spieler                                                                            | 72    | espn.go.com                                                      |
| 26. Dezember | Pedro Armendáriz junior                    | mexikanischer Schauspieler                                                                                             | 71    | elporvenir.com.mx                                                |
| 26. Dezember | S. Bangarappa                              | indischer Politiker | 79    | thehindu.com                                                     |
| 26. Dezember | Joe Bodolai                                | kanadischer Komiker und Schauspieler                                                                                   | 63    | latimesblogs.latimes.com                                         |
| 26. Dezember | Sean Collins                               | US-amerikanischer Surfer und Unternehmer                                                                               | 59    | nytimes.com                                                      |
| 26. Dezember | Fred Fono                                  | salomonischer Politiker                                                                                                | 49    | solomonstarnews.com                                              |
| 26. Dezember | John Mackintosh Howie                      | britischer Mathematiker und Hochschullehrer                                                                            | 75    |                                                                  |
| 26. Dezember | Kiyonori Kikutake                          | japanischer Architekt                                                                                                  | 83    | telegraph.co.uk                                                  |
| 26. Dezember | Joop Korebrits                             | niederländischer Fußballspieler und -funktionär                                                                        | 68    | nac.nl                                                           |
| 26. Dezember | Barbara Lea                                | US-amerikanische Sängerin und Schauspielerin                                                                           | 82    | shirazsocialist.wordpress.com                                    |
| 26. Dezember | Jerzy Mizak                                | polnischer Filmschaffender                                                                                             | 58    | barbarajerzymizak.kupamieci.pl                                   |
| 26. Dezember | Hans-Joachim Newiger                       | deutscher Klassischer Philologe                                                                                        | 86    | FAZ                                                              |
| 26. Dezember | Betty Jane Rhodes                          | US-amerikanische Sängerin und Schauspielerin                                                                           | 90    | westernboothill.blogspot.com                                     |
| 26. Dezember | Sam Rivers                                 | US-amerikanischer Jazzmusiker                                                                                          | 88    | spiegel.de                                                       |
| 26. Dezember | James Rizzi                                | US-amerikanischer Künstler                                                                                             | 61    | bild.de                                                          |
| 26. Dezember | Leonid Pawlowitsch Schilnikow              | russischer Mathematiker                                                                                                | 77    |                                                                  |
| 26. Dezember | Constantine Sidamon-Eristoff               | US-amerikanischer Beamter und Umweltschützer                                                                           | 81    | nytimes.com                                                      |
| 27. Dezember | Catê                                       | brasilianischer Fußballspieler                                                                                         | 38    | cremonaonline.it                                                 |
| 27. Dezember | Clifford Darling                           | bahamaischer Politiker                                                                                                 | 89    | thebahamasweekly.com                                             |
| 27. Dezember | Thorsten Droste                            | deutscher Kunsthistoriker, Autor, Fotograf und Veranstalter von Studienreisen                                          | 61    |                                                                  |
| 27. Dezember | Michael Dummett                            | britischer Philosoph                                                                                                   | 86    | telegraph.co.uk                                                  |
| 27. Dezember | Helen Frankenthaler                        | US-amerikanische Malerin                                                                                               | 83    | nytimes.com                                                      |
| 27. Dezember | Rusty Hevelin                              | US-amerikanischer Science-Fiction Autor                                                                                | 89    | locusmag.com                                                     |
| 27. Dezember | Mykola Koltsow                             | ukrainischer Fußballspieler und -trainer                                                                               | 75    | novynar.com.ua                                                   |
| 27. Dezember | Konthi Suphamongkhon                       | thailändischer Diplomat                                                                                                | 95    |                                                                  |
| 27. Dezember | Marco Antônio Lemos Tozzi                  | brasilianischer Fußballspieler                                                                                         | 38    |                                                                  |
| 27. Dezember | Ante Čedo Martinić                         | kroatischer Schauspieler                                                                                               | 51    | jutarnji.hr                                                      |
| 27. Dezember | Geneviève Moll                             | französische Journalistin                                                                                              | 69    | francesoir.fr                                                    |
| 27. Dezember | Christine Rosholt                          | US-amerikanische Jazzsängerin                                                                                          | 46    | startribune.com                                                  |
| 27. Dezember | Julie Sampson                              | US-amerikanische Tennisspielerin                                                                                       | 77    | coronadelmartoday.com                                            |
| 27. Dezember | Martino Scarafile                          | italienischer Bischof                                                                                                  | 84    | fratiminorilecce.org                                             |
| 27. Dezember | Lucie Schauer                              | deutsche Germanistin, Journalistin, Autorin und Ausstellungskuratorin                                                  | 85    |                                                                  |
| 27. Dezember | Dan Terry                                  | US-amerikanischer Trompeter, Arrangeur und Bigband-Leader                                                              | 87    | news-gazette.com                                                 |
| 27. Dezember | Anne Tyng                                  | chinesisch-amerikanische Architektin                                                                                   | 91    |                                                                  |
| 27. Dezember | Dennis Utter                               | US-amerikanischer Politiker                                                                                            | 72    | fremonttribune.com                                               |
| 27. Dezember | Johnny Wilson                              | kanadischer Eishockeyspieler und -trainer                                                                              | 82    | tsn.ca                                                           |
| 28. Dezember | Andreas Al-Laham                           | deutscher Betriebswirt                                                                                                 | 49    |                                                                  |
| 28. Dezember | James Baumgartner                          | US-amerikanischer Mathematiker                                                                                         | 68    |                                                                  |
| 28. Dezember | Christa Goessing                           | deutsche Springreiterin, Pferdezüchterin und Reitsportmäzenin                                                          | 72    | trauer.shz.de                                                    |
| 28. Dezember | Walter Hälg                                | Schweizer Physiker | 94    |                                                                  |
| 28. Dezember | Heiner Joswig                              | deutscher Autor | 77    |                                                                  |
| 28. Dezember | Charlotte Kerr                             | deutsch-schweizerische Schauspielerin                                                                                  | 84    | nzz.ch                                                           |
| 28. Dezember | Richard Klinkhardt                         | deutscher Ingenieur und Unternehmer                                                                                    | 95    |                                                                  |
| 28. Dezember | Michael Kobler                             | deutscher Jurist und Hochschullehrer                                                                                   | 78    |                                                                  |
| 28. Dezember | Margot Louro                               | brasilianische Schauspielerin                                                                                          | 95    | inmemorian.multiply.com                                          |
| 28. Dezember | Don Mueller                                | US-amerikanischer Baseballspieler                                                                                      | 84    | stltoday.com                                                     |
| 28. Dezember | Leonhard Obermeyer                         | deutscher Ingenieur | 87    | trauer.sueddeutsche.de                                           |
| 28. Dezember | Horst Pfrang                               | deutscher Psychologe                                                                                                   | 56    | uni-wuerzburg.de                                                 |
| 28. Dezember | Lucia Rikaki                               | griechische Bühnen-, Film- und Fernsehregisseurin                                                                      | 50    | ekathimerini.com                                                 |
| 28. Dezember | Jon Roberts                                | US-amerikanischer Drogendealer                                                                                         | 63    |                                                                  |
| 28. Dezember | Myron Roderick                             | US-amerikanischer Ringer                                                                                               | 77    | okstate.com                                                      |
| 28. Dezember | Alfons Schneider                           | deutscher Politiker (SPD)                                                                                              | 88    |                                                                  |
| 28. Dezember | Hideto Sotobayashi                         | japanischer Chemiker                                                                                                   | 82    | maerkischeallgemeine.de                                          |
| 28. Dezember | Kaye Stevens                               | US-amerikanische Sängerin und Schauspielerin                                                                           | 79    | sun-sentinel.com                                                 |
| 28. Dezember | Teruo Sugihara                             | japanischer Golfer | 74    | timesofindia.indiatimes.com                                      |
| 28. Dezember | Nicanor Vélez                              | kolumbianischer Dichter                                                                                                | 52    | eluniversal.com.mx                                               |
| 29. Dezember | Iwan Andonow                               | bulgarischer Schauspieler                                                                                              | 77    | pressclub.bg                                                     |
| 29. Dezember | Paul Antaki                                | ägyptischer Weihbischof                                                                                                | 84    | catholic-hierarchy.org                                           |
| 29. Dezember | Robert Dickey                              | US-amerikanischer Gitarrist und Sänger                                                                                 | 72    | latimes.com                                                      |
| 29. Dezember | Rosman García                              | venezolanischer Baseballspieler                                                                                        | 32    | eluniversal.com                                                  |
| 29. Dezember | Leopold Hawelka                            | österreichischer Cafetier                                                                                              | 100   | orf.at                                                           |
| 29. Dezember | Helmut Hilz                                | deutscher Chemiker | 87    | sz-ms.vrsmedia-trauerportal.de                                   |
| 29. Dezember | Jürgen Jacobs                              | deutscher Germanist | 75    | derwesten.de                                                     |
| 29. Dezember | Svein Krøvel                               | norwegischer Kameramann                                                                                                | 65    | aftenposten.no                                                   |
| 29. Dezember | Tyron Perez                                | philippinischer Schauspieler                                                                                           | 26    | abs-cbnnews.com                                                  |
| 29. Dezember | Amichand Rajbansi                          | südafrikanischer Politiker                                                                                             | 69    | businessday.co.za                                                |
| 29. Dezember | Aamir Hayat Khan Rokhri                    | pakistanischer Politiker                                                                                               | 55    | tribune.com.pk                                                   |
| 29. Dezember | John Morrow Stewart                        | US-amerikanischer Biochemiker                                                                                          | 87    |                                                                  |
| 30. Dezember | Wolfram Böhme                              | deutscher Lyriker | 74    | lvz-trauer.de                                                    |
| 30. Dezember | Dezső Garas                                | ungarischer Schauspieler                                                                                               | 77    | nemzetiszinhaz.hu                                                |
| 30. Dezember | Muhammad Hamidullah Khan                   | bangladeschischer Politiker                                                                                            | 74    | thedailystar.net                                                 |
| 30. Dezember | Robert Horton                              | britischer Manager | 72    | telegraph.co.uk                                                  |
| 30. Dezember | Kim Geun-tae                               | südkoreanischer Politiker                                                                                              | 64    | english.yonhapnews.co.kr                                         |
| 30. Dezember | Richard Lainhart                           | US-amerikanischer Komponist                                                                                            | 58    | otownmedia.com                                                   |
| 30. Dezember | Ricardo Legorreta                          | mexikanischer Architekt                                                                                                | 80    | washingtonpost.com                                               |
| 30. Dezember | Arno Mathoy                                | österreichischer Erfinder, Elektronik-Entwickler und Innovator                                                         | 48    | brusa.biz                                                        |
| 30. Dezember | Feo Mustakowa-Genadiewa                    | bulgarische Balletttänzerin                                                                                            | 102   | sofiaecho.com                                                    |
| 30. Dezember | Hermann Dieter Oemler                      | deutscher Fotograf und Sachbuchautor                                                                                   |       |                                                                  |
| 30. Dezember | Richard Stanley Peters                     | britischer Philosoph                                                                                                   | 92    | announcements.thetimes.co.uk                                     |
| 30. Dezember | Ronald Searle                              | britischer Comiczeichner                                                                                               | 91    | reuters.com                                                      |
| 30. Dezember | Wassili Starodubzew                        | sowjetisch-russischer Politiker                                                                                        | 80    | lenta.ru                                                         |
| 30. Dezember | Mirko Tremaglia                            | italienischer Politiker                                                                                                | 85    | nachrichten.at                                                   |
| 30. Dezember | Gennadi Georgijewitsch Wassiljew           | sowjetisch-russischer Bildhauer                                                                                        | 71    |                                                                  |
| 30. Dezember | Eva Zeisel                                 | ungarische Designerin                                                                                                  | 105   | nytimes.com                                                      |
| 31. Dezember | Murray Barnes                              | australischer Fußballspieler                                                                                           | 57    | au.fourfourtwo.com                                               |
| 31. Dezember | Anton Beumer                               | niederländischer Fußballspieler                                                                                        | 84    | degraafschap.nl                                                  |
| 31. Dezember | Georg Cadora                               | deutscher Maler und Zeichner                                                                                           | 72    |                                                                  |
| 31. Dezember | Celia Dale                                 | britische Schriftstellerin                                                                                             | 99    |                                                                  |
| 31. Dezember | Sue Dwiggins                               | US-amerikanische Drehbuchautorin                                                                                       | 97    | variety.com                                                      |
| 31. Dezember | Aleksandar Fira                            | jugoslawisch-serbischer Jurist                                                                                         | 82    | sanu.ac.rs                                                       |
| 31. Dezember | Rogelio Hernández                          | spanischer Synchronsprecher und Schauspieler                                                                           | 81    | larazon.es                                                       |
| 31. Dezember | Rex Jackson                                | australischer Politiker                                                                                                | 83    | abc.net.au                                                       |
| 31. Dezember | Penny Jordan                               | britische Schriftstellerin                                                                                             | 65    | telegraph.co.uk                                                  |
| 31. Dezember | Othmar Kainz                               | österreichischer Architekt                                                                                             | 84    |                                                                  |
| 31. Dezember | Anne Rose Katz                             | deutsche Journalistin, Schriftstellerin und Drehbuchautorin                                                            | 88    | trauer.sueddeutsche.de                                           |
| 31. Dezember | Jerzy Kluger                               | polnischer jüdischer Geschäftsmann, Freund von Papst Johannes Paul II.                                                 | 90    |                                                                  |
| 31. Dezember | Jonas Lelis                                | litauischer Dermatologe und Hochschullehrer                                                                            | 97    |                                                                  |
| 31. Dezember | Gertrud Rückert                            | deutsche Betriebswirtin                                                                                                | 94    | nordbayerischer-kurier.de                                        |
| 31. Dezember | Harald Scheerer                            | deutscher Fernsehmoderator und Hochschullehrer, Professor für angewandte Rhetorik, Rhetorikseminarleiter und Buchautor | 91    |                                                                  |
| 31. Dezember | Karlheinz Schmale                          | deutscher Theologe |       |                                                                  |
| 31. Dezember | Jean Gaston Tremblay                       | Priester, religiöser Anführer                                                                                          | 83    |                                                                  |
| 31. Dezember | Luigi Maria Verzé                          | italienischer Presbyter und Unternehmer                                                                                | 91    | asca.it                                                          |